# Zinna
Zinna è una frazione del comune di Torgau in Sassonia, Germania.
Appartiene al circondario (Landkreis) della Sassonia settentrionale (targa TDO).
Già comune autonomo, nel 2013 è stato incorporato nel comune di Torgau.